# Активное слушание
Акти́вное слу́шание (эмпати́ческое слу́шание) — способ, применяемый в практике социально-психологического тренинга, психологического консультирования и психотерапии, позволяющий точнее понимать психологические состояния, чувства, мысли собеседника с помощью особых приёмов участия в беседе, подразумевающих активное выражение собственных переживаний и соображений.

## Приёмы активного слушания
Выделяют следующие приёмы активного слушания:
- Пауза — это просто пауза. Она даёт собеседнику возможность подумать. После паузы собеседник может сказать что-то ещё, о чём промолчал бы без неё. Пауза также даёт самому слушателю возможность отстраниться от себя (своих мыслей, оценок, чувств) и сосредоточиться на собеседнике. Умение отстраняться от себя и переключаться на внутренний процесс собеседника — одно из главных и трудных условий активного слушания, создающее между собеседниками доверительный контакт.
- Уточнение — это просьба уточнить или разъяснить что-либо из сказанного. В обычном общении мелкие недосказанности и неточности додумываются собеседниками друг за друга. Но когда обсуждаются сложные, эмоционально значимые темы, собеседники часто непроизвольно избегают явно поднимать болезненные вопросы. Уточнение позволяет сохранять понимание чувств и мыслей собеседника в такой ситуации.
- Пересказ (парафраз) — это попытка слушателя кратко и своими словами повторить изложенное собеседником только что. При этом слушатель должен стараться выделять и подчеркивать главные на его взгляд идеи и акценты. Пересказ даёт собеседнику обратную связь, даёт возможность понять, как его слова звучат со стороны. В результате, собеседник либо получает подтверждение того, что он был понят, либо получает возможность скорректировать свои слова. Кроме того, пересказ может использоваться как способ подведения итогов, в том числе промежуточных.
- Повтор (эхо) — дословное повторение того, что произнёс собеседник. Повторяя слово в слово, слушатель даёт понять, что он очень внимателен к тому, что ему сказали.
- Развитие мысли — попытка слушателя подхватить и продвинуть далее ход основной мысли собеседника.
- Сообщение о восприятии — слушатель сообщает собеседнику своё впечатление от собеседника, сформировавшееся в ходе общения. Например, «Эта тема очень важна для вас».
- Сообщение о восприятии себя — слушатель сообщает собеседнику об изменениях в своём собственном состоянии в результате слушания. Например, «Мне очень больно это слышать».
- Замечания о ходе беседы — попытка слушателя сообщить о том, как, на его взгляд, можно осмыслить беседу в целом. Например, «Похоже, мы достигли общего понимания проблемы».